# Budești-Fânațe, Bistrița-Năsăud
Budești-Fânațe este un sat în comuna Budești din județul Bistrița-Năsăud, Transilvania, România.